# Edson Rodríguez
Edson José Rodríguez Quilarque (Caracas, Venezuela; 24 de julio de 1970) es un exfutbolista y entrenador venezolano. Jugaba como defensa y su último equipo fue el Atlético Venezuela de la Primera División de Venezuela.
El jugador tiene más de 20 años de carrera en el fútbol profesional, lo que ha cosechado muchos títulos. En 1997 la selección de Venezuela jugaba pocos amistosos y no fueron avalados por la FIFA ya que eran con clubes menores y no selecciones por lo cual no son contabilizados, pero en la gira por España en las Islas Canarias donde la Vinotinto jugó 3 partidos contra: Selección de fútbol de Canarias donde cayo 1-5, luego ante CD Mensajero con derrota 0-2 y donde Edson jugó de titular y el último partido fue ante U. D. Las Palmas con victoria de Venezuela 2-1 y donde Edson fue nuevamente titular los 90 minutos.
En el 2001 participó en el partido llamado ''El partido del recuerdo'' entre los jugadores ideales de Venezuela ante los que vistieron la camiseta del Club Sport Marítimo de Venezuela. Juego que sirvió de antesala a la despedida del gran Francisco Rizzi. En el 2005 participa en el Milán junior camp de Venezuela formando parte del personal de técnicos de Venezuela.

## Trayectoria

### Como jugador

#### Club Sport Marítimo de Venezuela
Su primer club fue el Club Sport Marítimo de Venezuela en el año de 1987 y saliendo Campeón ese mismo año de Primera División de Venezuela y de la Copa Venezuela. Ganándose un puesto en el conjunto Portugués y donde jugaría 8 años hasta 1994 cuando el club es obligado a desaparecer por órdenes de un tribunal. En esos ocho años cosecha 4 títulos, 2 Copas Venezuela, subcampeonatos y participa en la Copa Libertadores.

#### Deportivo Galicia
En la temporada de 2005-2006 juega con el Galicia, marcando 4 goles en el torneo. 

#### Centro Ítalo
En el Campeonato 2007 - 2008 marcó dos goles  - 
A final del Campeonato de Segunda A de 2008-2009 es galardonado con el premio al Jugador Mas Valioso otorgado por la Federación Venezolana de Fútbol. (FVF).
En 2009 juega el torneo Apertura de Primera División, jugando 14 partidos. Pero los malos resultados del club llevan a estructurar el equipo de cara al torneo Clausura 2010, donde es desvinculado del conjunto itálico luego de estar varios años y venir de ser subcampeón de segunda con ellos en el torneo 2008-2009 y consiguiendo el ascenso a la máxima categoría. (enlace roto disponible en Internet Archive; véase el historial, la primera versión y la última).
También jugó los partidos de la Copa Venezuela donde llegaron hasta cuartos de final donde cayeron con el Caracas FC.

#### Atlético Venezuela
En 2010 llega al Atlético Venezuela para el Torneo Clausura, proveniente del Centro Ítalo FC de la Primera División de Venezuela junto con otros jugadores. . Logró como jugador de esta institución, el ascenso a Primera División de Venezuela y el campeonato de la 2.ª división 2009-2010.

### Como Técnico

#### Atlético Venezuela
En ese mismo 2010, el Atlético Venezuela logra su ascenso a la Primera División de Venezuela, Edson, quien se preparaba para otra temporada de su larga trayectoria en el fútbol nacional, veía como la directiva del equipo destituía de su cargo a Jesús Iglesias, DT que logró el ascenso con el equipo, a pocos días del inicio del Apertura 2010, y nombraron a Carlos María Ravel como nuevo DT, pero, su estado de salud y resultados lo dejaron solo 5 jornadas en el cargo, donde entonces la directiva del cuadro naranja le deja al equipo en un principio como interino a Edson Rodríguez, quien cumpliría una función de jugador y técnico, pero él mismo decide retirarse como jugador en pleno torneo para dedicarse a la dirección técnica del equipo, con el cual completó toda la temporada y solo logró 5 victorias al frente del club, que atravesó por una cantidad de crisis de pagos, muchos jóvenes en la plantilla, y un desastre directivo, todo lo cual condenó al equipo a la Segunda División de Venezuela en mayo del 2011. Edson, pone punto final a su primera etapa como DT.

#### Deportivo Petare
Luego de un año sin dirigir donde se siguió preparando como técnico, en junio del 2012, el Deportivo Petare le ofreció a Edson Rodríguez el cargo de director técnico del equipo Sub-20, el cual aceptó, y dirigió hacia el 5.º lugar de la temporada 2012-2013 del torneo Sub-20, después de eso, durante el Torneo Clausura 2013, el equipo lo nombró técnico interino del Primer Equipo, tras el despido de Miguel Acosta, en un principio, para finalizar la temporada, y en su participación solo pudo sumar 1 punto de 12 posibles y término fuera del octogonal final, aún sin embargo, fue ratificado para seguir siendo el estratega del Deportivo Petare para la campaña 2013-2014. Sin embargo, malos resultados en 11 partidos del Torneo Apertura 2013 (11 puntos sumados, 2 ganados, 5 empatados y 4 perdidos, con un promedio de gol muy bajo, 7 goles en 11 encuentros, 0,58) y la eliminación en cuartos de final de la Copa Venezuela 2013 a manos del Caracas FC, la Junta Directiva del Deportivo Petare decidió separarlo del cargo el 29 de octubre de 2013, contratando a Saúl Maldonado como su sucesor.

#### Aragua Fútbol Club
El 12 de mayo de 2021 fue designado como nuevo entrenador del plantel profesional del Aragua Fútbol Club.

## Selección nacional
Ha sido internacional con la Selección de fútbol de Venezuela en 22 partidos y marcando 1 gol.
Hace su debut con la Selección en un partido amistoso ante el combinado de Perú el 23 de enero de 1993 en la Ciudad de Puerto Ordaz con empate 0-0 y junto a él debutaron jugadores como; Juan García Rivas, Luis Filosa, Gerson Diaz, Edson Tortolero.
El gol lo marcaría en un partido amistoso ante la Selección de Colombia en la Ciudad de Barinas el 28 de enero de 1994 con derrota de 1-2.
Eliminó a Brasil en el pre olímpico de Paraguay en el año 1991

### Participaciones en Copa América
- En la Copa América de 1993 jugó en el partido recordado entre Venezuela y Estados Unidos cuando los Estados Unidos vencía 3-0 y junto a un gran pundonor y unos 45.000 fanáticos que no pararon de alentar a Venezuela. Lograron la remontada más Histórica de la selección Venezuela en una Copa América ya estaba con 10 hombres en la cancha y lograron un empate de 3-3.

| Copa América | Sede    | Resultado    | Juegos |
| ------------ | ------- | ------------ | ------ |
| 1993         | Ecuador | Primera fase | 3      |
| 1995         | Uruguay | Primera fase | 1      |

## Clubes
| Club                             | País      | División | Periodo     | Liga PJ (Gol) | Copa PJ (Gol) | Libertadores. PJ (Gol) |
| -------------------------------- | --------- | -------- | ----------- | ------------- | ------------- | ---------------------- |
| Club Sport Marítimo de Venezuela | Venezuela | Primera  | 1987 - 1994 | 69(X)         | 6 (X)         | 4 (X)                  |
| Minervén                         | Venezuela | Primera  | 1994        | 17(0)         | 0 (0)         | 0 (0)                  |
| UD Marítimo                      | Venezuela | Segunda  | 2003        | X (0)         | X (0)         | X (0)                  |
| Lara FC                          | Venezuela | Segunda  | 2004        | 13 (2)        | 0 (0)         | 0 (0)                  |
| Deportivo Galicia                | Venezuela | Segunda  | 2005 - 2006 | 15 (4)        | 0 (0)         | 0 (0)                  |
| Centro Ítalo FC                  | Venezuela | Segunda  | 2007 - 2009 | 40 (6)        | 4 (0)         | 0 (0)                  |
| Centro Ítalo FC                  | Venezuela | Primera  | 2009        | 14 (0)        | 0 (0)         | 0 (0)                  |
| Atlético Venezuela               | Venezuela | Segunda  | 2010        | 13 (2)        | 0 (0)         | 0 (0)                  |
| Atlético Venezuela               | Venezuela | Primera  | 2010-2011   | 5 (0)         | 2 (0)         | 0 (0)                  |

## Palmarés

### Campeonatos nacionales
| Título                        | Club                             | País      | Año       |
| ----------------------------- | -------------------------------- | --------- | --------- |
| Primera División de Venezuela | Club Sport Marítimo de Venezuela | Venezuela | 1987      |
| Primera División de Venezuela | Club Sport Marítimo de Venezuela | Venezuela | 1987-1988 |
| Primera División de Venezuela | Club Sport Marítimo de Venezuela | Venezuela | 1989-1990 |
| Primera División de Venezuela | Club Sport Marítimo de Venezuela | Venezuela | 1992-1993 |
| Segunda División de Venezuela | Deportivo Galicia                | Venezuela | 2000-2001 |
| Segunda División de Venezuela | UD Marítimo                      | Venezuela | 2003      |
| Segunda División de Venezuela | Atlético Venezuela               | Venezuela | 2010      |

### Copas nacionales
| Título         | Club                             | País      | Año  |
| -------------- | -------------------------------- | --------- | ---- |
| Copa Venezuela | Club Sport Marítimo de Venezuela | Venezuela | 1989 |